# Greatest Hits (Sly & the Family Stone)
Greatest Hits è un album di raccolta del gruppo soul-funk statunitense Sly & the Family Stone, pubblicato nel 1970.

## Tracce
Lato 1
1. I Want to Take You Higher – 5:22
2. Everybody Is a Star – 3:00
3. Stand! – 3:08
4. Life – 2:58
5. Fun – 2:20
6. You Can Make It If You Try – 3:39

Lato 2
1. Dance to the Music – 2:58
2. Everyday People – 2:20
3. Hot Fun in the Summertime – 2:37
4. M'Lady – 2:44
5. Sing a Simple Song – 3:55
6. Thank You (Falettinme Be Mice Elf Agin) – 4:47

## Formazione
- Sly Stone – voce, organo, chitarra, piano, armonica, altro
- Freddie Stone – voce, chitarra
- Larry Graham – voce, basso
- Rose Stone – voce, piano, tastiera
- Cynthia Robinson – tromba, voce
- Jerry Martini – sassofono
- Greg Errico – batteria
- Little Sister (Vet Stone, Mary McCreary, Elva Mouton) – cori

## Classifiche
| Classifica (2021) | Posizione massima |
| ----------------- | ----------------- |
| Grecia            | 64                |